# Gibbs Island
Gibbs Island (russisch Остров Рожнова Ostrow Roschnowa) ist eine unbewohnte Insel der Südlichen Shetlandinseln und liegt 20 km südwestlich von Elephant Island.
James Weddell, ein Offizier der britischen Royal Navy, hat 1825 diese Insel auf der Landkarte mit dem Namen Gibbs verzeichnet. Seitdem ist der Name international etabliert. Fabian Gottlieb von Bellingshausen benannte die Insel dagegen nach dem russischen Admiral Pjotr Michailowitsch Roschnow (1763–1839).

## Besonderes
Auf der Insel liegt das Steingrab eines deutschen Seemanns. Am Kreuz des ungewöhnlich aufwendig gestalteten Grabes steht die Inschrift auf Deutsch:
„Wilhelm Tolz, Matrose aus Husum, 1875 – 1912. Durch fremde Hand ertrunken. Ruhe in Frieden“.
Weitere Informationen bzw. die näheren Umstände sind bis heute nicht bekannt.